# Agonès
Agonès är en kommun i departementet Hérault i regionen Occitanien i södra Frankrike. Kommunen ligger i kantonen Ganges som tillhör arrondissementet Lodève. År 2022 hade Agonès 312 invånare.

## Befolkningsutveckling
Antalet invånare i kommunen Agonès
Referens:INSEE